# Niederjesar
Niederjesar ist ein Ortsteil der Gemeinde Fichtenhöhe im Brandenburger Landkreis Märkisch-Oderland. Zusammengeschlossen mit vier weiteren Gemeinden werden die Amtsgeschäfte durch das Amt Seelow-Land getätigt.

## Geschichte
1250 wird das Dorf und Gut Niederjesar erstmals urkundlich erwähnt.
1405 bis 1538 war der Ort im Besitz der Mönche des Kartäuserklosters Frankfurt (Oder). 1540 wurde der Ort vom Brandenburger Kurfürsten an die Universität Frankfurt (Oder) übereignet.
Am 26. Oktober 2003 entstand die Gemeinde Fichtenhöhe durch einen freiwilligen Zusammenschluss der bis dahin selbstständigen Gemeinden Alt Mahlisch, Carzig und Niederjesar.

### Einwohnerentwicklung
| Jahr          | 1875 | 1890 | 1910 | 1925 | 1933 | 1946 | 1993 | 1997 | 2000 | 2006 |
| Einwohnerzahl | 299  | 290  | 234  | 357  | 379  | 349  | 261  | 272  | 292  | 280  |

## Sehenswürdigkeit

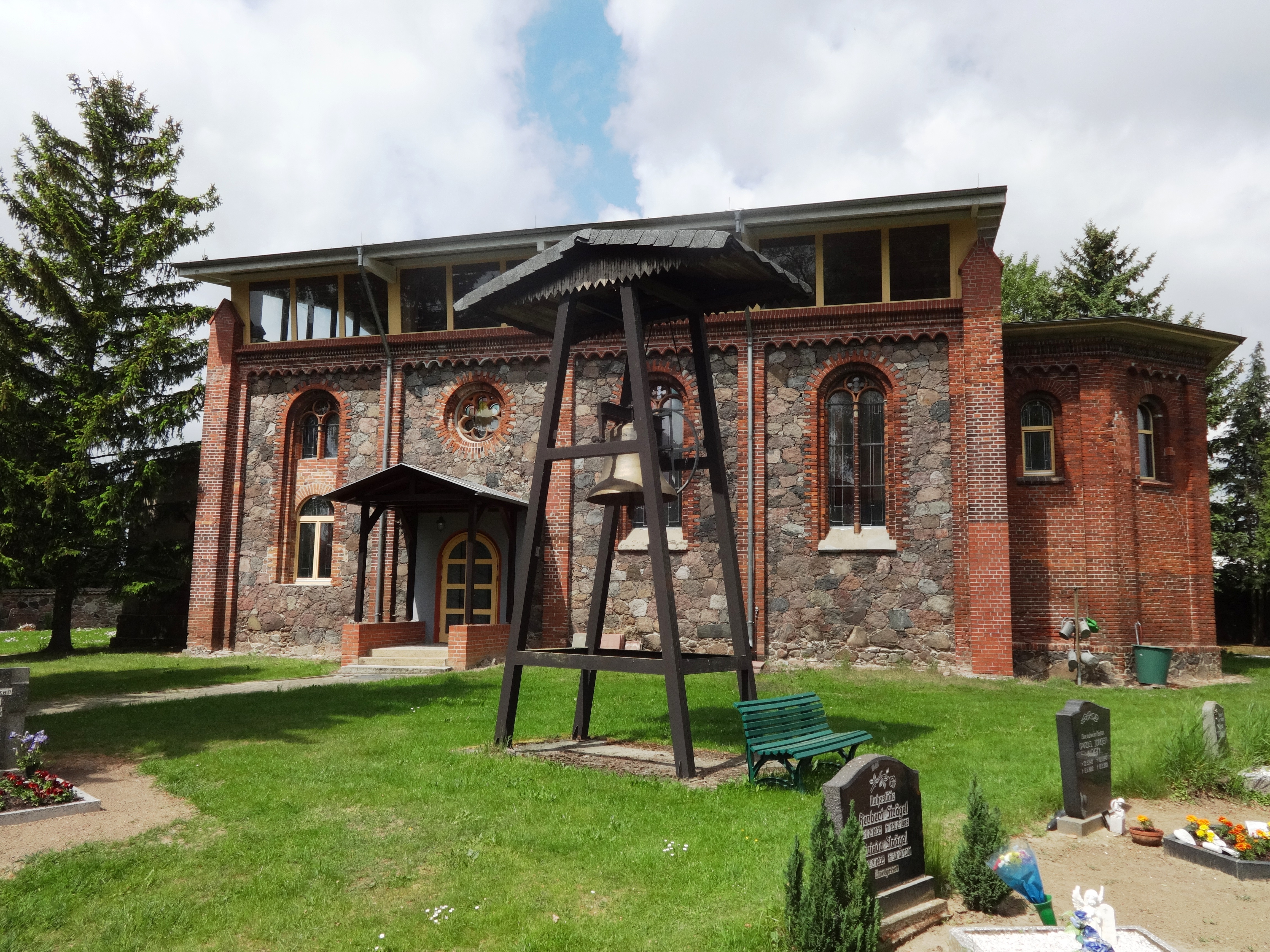
Dorfkirche Niederjesar

Die Dorfkirche Niederjesar ist eine neuromanische Saalkirche aus dem Jahr 1859. Der Entwurf des Sakralbaus geht auf Friedrich August Stüler zurück. Er errichtete die Kirche auf dem Fundament eines mittelalterlichen Vorgängerbaus. Der ursprünglich 36 Meter hohe Westturm wurde im Zweiten Weltkrieg von deutschen Soldaten der Wehrmacht gesprengt, um den vorrückenden Truppen der Roten Armee die Orientierung zu erschweren. In den folgenden Jahrzehnten verfiel das Bauwerk, bis es Mitte der 1990er Jahre gesichert und instand gesetzt wurde. Seit 2002 dient es als kommunales und kirchliches Zentrum der Gemeinde.